# Wogene Gezahegn
Wogene Gezahegn (5 de julio de 2006) es un futbolista etíope que juega en la demarcación de delantero para el Ethiopian Insurance FC de la Liga etíope de fútbol.

## Selección nacional
El 20 de junio de 2023 hizo su debut con la selección de fútbol de Etiopía en un encuentro de clasificación para la Copa Africana de Naciones de 2023 contra Malaui que finalizó con un resultado de empate a cero.

## Clubes
| Club                   | País    | Año   | Partidos | Goles |
| ---------------------- | ------- | ----- | -------- | ----- |
| Ethiopian Insurance FC | Etiopía | 2022- | 52       | 10    |